# Corpo de Voluntários Montenegrinos
O Corpo de Voluntários Montenegrinos (em sérvio:  Crnogorski dobrovoljački korpus, Црногорски добровољачки корпус; em alemão:  Montenegrinisches Freiwilligenkorps) foi uma formação militar colaboracionista criada na primavera de 1944 sob o comando do líder Chetnik Pavle Đurišić com a ajuda dos alemães, Milan Nedić e Dimitrije Ljotić. Formalmente fazia parte do Corpo de Voluntários Sérvios.  O Corpo consistia em alguns dos ex-soldados de Đurišić que foram libertados do cativeiro alemão, mas a maioria eram Chetniks que permaneceram em Montenegro sob o nome de "forças nacionais". Đurišić desenvolveu a força em Montenegro e Sandžak e consistia entre 7.000 e 8.000 homens. 
Em abril de 1945, foram lançadas negociações entre Đurišić, Sekula Drljević e os Ustaše para uma passagem segura para a Eslovênia ocupada pelos alemães e um acordo de salvo-conduto foi formado.  Os detalhes do acordo não são conhecidos, mas parece que Đurišić e suas tropas deveriam cruzar o rio Sava para a Eslavônia, onde seriam alinhados com Drljević como o "Exército Nacional Montenegrino", com Đurišić mantendo o comando operacional.  Đurišić, no entanto, juntamente com alguns outros comandantes Chetnik, incluindo Zaharije Ostojić e Petar Baćović, alguns líderes políticos e vários padres ortodoxos foram mortos em uma aparente armadilha preparada por Drljević e pelos Ustaše.  Uma pequena parte das tropas de Đurišić escapou e foi para o oeste; no entanto, uma parte maior deles, sem líder, foi integrada nas forças de Drljević e despachada para a fronteira austríaca.  Uma parte de ambos os grupos foi posteriormente capturada pelos guerrilheiros iugoslavos na Eslovênia.  A maioria dos que atravessaram com sucesso para a Áustria foram devolvidos pelos Partidários à Eslovénia, onde, juntamente com outras forças colaboracionistas, encontraram a sua ruína em Maio. De toda a força que começou com Đurišić em Montenegro e outros Chetniks que se juntaram a ele na jornada, menos de um quarto sobreviveu. 